# Amalie Wirths

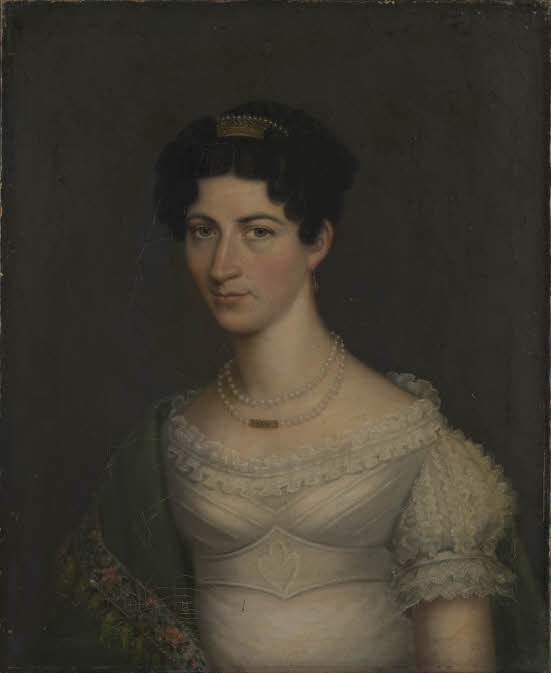
Amalie Charlotte Auguste Wirths

Amalie Charlotte Auguste Wirths (* 7. September 1785 in Adorf; † 29. September 1852 in Gaildorf) war eine Tochter des Fürstlich Waldeckschen Bergamtmanns Johann Reinhard Wirths aus Bergheim und wurde durch Heirat und spätere Standeserhebung Gräfin von Waldeck-Limpurg.

## Ehe und Folgen
Am 17. Juni 1809 heiratete sie Georg Friedrich Karl, den jüngsten Sohn des Grafen Josias II. von Waldeck-Bergheim aus der gräflichen Nebenlinie der Fürsten von Waldeck und Pyrmont und dessen Frau Christine zu Ysenburg-Büdingen. Auf Grund dieser unstandesgemäßen Heirat musste Georg auf alle seine Rechte im Fürstentum Waldeck verzichten.  Er trat 1811 in den Dienst des Königs Friedrich I. von Württemberg, der ihn zum Landvogt von Heilbronn und 1812 von Stuttgart ernannte.  1816 erwarb Georg die Anteile seiner Geschwister Karl (1778–1849) und Karoline (1782–1820) an der Herrschaft Limpurg-Gaildorf-Solms-Assenheim um Gaildorf in Württemberg und nannte sich danach Graf von Waldeck-Pyrmont und Limpurg-Gaildorf.  Während des württembergischen Verfassungskampfes 1815–1819 fiel er bei König Friedrich I. und dessen Nachfolger Wilhelm I. in Ungnade, wurde aus dem Staatsdienst entlassen und 1817 aus Stuttgart verwiesen.  Daraufhin zog er mit seiner Frau in das Alte Schloss in Gaildorf.  Im  August 1819 wurden ihm von König Wilhelm I. die standesherrlichen Verhältnisse seiner nunmehr Waldeck-Limpurg genannten Herrschaft bestätigt.

## Gräfin von Waldeck-Limpurg
Das Paar hatte keine Kinder.  Nach Georgs Tod im Jahre 1826 folgte ihm Kraft des von ihm erlassenen Erbstatutes seine inzwischen zur Gräfin von Waldeck-Limpurg erhobene Witwe in allen Besitzungen.  Sie erbaute 1846 in Gaildorf die Villa Waldeck, aus der nach mehreren Umbauten das Neue Schloss und heutige Rathaus der Stadt Gaildorf wurde.

## Tod und Nachfolge
Nach Amalies Tod 1852 kam Waldeck-Limpurg durch Erbschaft an Georgs Neffen Richard von Waldeck-Bergheim (* 26. Dezember 1835, † 5. Dezember 1905), Sohn seines Bruders Karl, der 1829 Graf zu Waldeck-Bergheim geworden war.